# Jas des Terres de Roux
Le jas des Terres de Roux est un jas situé à Redortiers, en France.

## Localisation
Le jas est situé sur la commune de Redortiers, dans le département français des Alpes-de-Haute-Provence.

## Historique
L'édifice est inscrit au titre des monuments historiques en 1993.